# Stanisław Kostka (1923–1995)
Stanisław Kostka (ur. 6 listopada 1923 w Lublinie, zm. 1 października 1995) – polski prokurator, poseł na Sejm PRL IV kadencji.

## Życiorys
Syn Franciszka i Feliksy z domu Białek. Uzyskał wykształcenie wyższe niepełne. Pracował na stanowisku prokuratora wojewódzkiego w Lublinie. Należał do Polskiej Zjednoczonej Partii Robotniczej, z jej ramienia w 1965 uzyskał mandat posła na Sejm PRL w okręgu Lublin. W parlamencie zasiadał w Komisji Wymiaru Sprawiedliwości.
Odznaczony Krzyżem Kawalerskim Orderu Odrodzenia Polski, Złotym Krzyżem Zasługi (1954) oraz Medalem 10-lecia Polski Ludowej (1955).